# Hadji Trendafila
Hadji Trendafila, född 1785, död 1845, var en bulgarisk lärare. Hon öppnade tillsammans med sin make en skola i Sliven år 1815, där maken undervisade pojkar och hon undervisade flickor. Hon fick själv sin bildning i ett kloster. Hon betraktas som den kanske första kvinnliga yrkesläraren i Bulgarien. 